# Les Bonnes Femmes
Les Bonnes Femmes is een Franse dramafilm uit 1968 onder regie van Claude Chabrol.

## Verhaal
Vier Franse winkelmeisjes vervelen zich en proberen uit hun uitzichtloze leven te ontsnappen. Ginette zingt in het cabaret. Rita tracht te trouwen met een burgermannetje. Jane flirt met een soldaat en laat zich versieren door oude mannen. Jacqueline droomt van haar grote liefde en denkt die te hebben gevonden in een motorrijder.

## Rolverdeling
| Acteur             | Personage  |
| ------------------ | ---------- |
| Bernadette Lafont  | Jane       |
| Clotilde Joano     | Jacqueline |
| Stéphane Audran    | Ginette    |
| Lucile Saint-Simon | Rita       |